# 约瑟传说
《赛尔号Ⅱ》（2013年1月18日正式更名为《约瑟传说》，并更换新标识。）是由赛尔号原制作组开发的与赛尔号同一类型的游戏，适用年龄为7至14岁，与《赛尔号》的剧情不同。台灣地區由台灣淘米取得代理權並於2012年3月開始公測，2015年6月1日結束營運。

## 游戏设定

### 游戏背景
赛尔历41年，赛尔号Ⅱ开启全新冒险旅程。在飞船途径一颗名为“阿卡迪亚”的行星时，被一股神秘的力量所吸引。为了查明真相，赛尔号Ⅱ船长辛迪派遣赛尔第七小分队前往阿卡迪亚星一探究竟。

### 技能種類
物理攻擊（物攻）：指的是接觸到對手的攻擊。
特殊攻擊（特攻）：不會接觸到對手的攻擊，即遠程攻擊。
必殺技：伤害取決於精靈的主攻。
屬性攻擊：不能傷害對手的攻擊，屬性攻擊可以強化自己，弱化對手或是補充體力等。

## 与赛尔号的不同
赛尔号Ⅱ的技术性相比赛尔号有了较大的提高。赛尔号Ⅱ的技能是根据怒气来决定的。每个技能所需的怒气值也不一样，每回合固定增长15点怒气（对手攻击你时增加更多怒气），每次技能命中对方也能增加15怒气，而且技能没有次数限制。

## 关于改名
对于其改名的目的，众说纷纭，有玩家认为改名是为了推出「RMB精灵」。